# نیکولو پیسیلی
نیکولو پیسیلی (انگلیسی: Niccolò Pisilli؛ زادهٔ ۲۳ سپتامبر ۲۰۰۴) بازیکن فوتبال اهل ایتالیا است که در حال حاضر برای باشگاه فوتبال آ.اس. رم بازی می‌کند. 
وی همچنین در تیم‌های ملی فوتبال زیر ۱۸ سال ایتالیا، زیر ۱۹ سال ایتالیا و زیر ۲۰ سال ایتالیا بازی کرده است.